# Фей (тропічний шторм, 2020)
Тропічний шторм Фей (англ.  Tropical Storm Fay) – перший тропічний шторм, який здійснив вихід на берег в американському штаті Нью-Джерсі,  після Урагану Айрін у 2011 році. Шоста названа буря сезону ураганів в Атлантичному океані 2020 року Фей був  раннім штормом, що зафіксували в басейні, коли вона утворилася 9 липня побивши рекорд який встановив Тропічний шторм Франклін у 2005 році 
Шестеро людей загинули через повені, Фей завдав збитків на 350 мільйонів доларів США на Східному узбережжі США, що також призвело до того, що шторм став  найруйнівнішим штормом сезону ураганів Атлантичного океану до 2020 року, після Тропічного шторму Крістобаль.

## Метеорологічна історія
Витоки Фей були від мезоциклонічного вихору на півдні. MCV злився з жолобом, який простягався від Мексиканської затоки до західного Атлантичного океану.  Пізно 4 липня Національний центр ураганів (NHC) вперше згадав про можливість утворення тропічного циклону  в північній частині Мексиканської затоки, який на той час складався з неорганізованої конвекції або грози. Через день біля північного узбережжя затоки утворилась область низького тиску, який незабаром перемістився на берег штату Флорида. Область низького тиску перешлп  у Джорджію 6 липня та у Південну Кароліну через два дні, супроводжуючи велику область гроз над південно-східними Штатами. На той час NHC оцінив 50% ймовірність того, що погодна система перетвориться на тропічний або субтропічний шторм, агентство незабаром підвищило до 70%.  Конвекція, пов'язана з низьким рівнем, рухалася над західним Атлантичним океаном як велика область дезорганізованих гроз. 9 липня грози посилилися та організувалися біля берегів Північної Кароліни. Пізно 9 липня мисливці за ураганами влетіли в систему погоди та виявили центр циркуляції біля краю її гроз, що свідчило про реформацію первісного низького рівня. Базуючись на організації системи та спостереженнях за вітром, що витримується 45 км / год, NHC ініціював консультації щодо тропічного шторму в 21:00 UTC 9 липня. Буря була розташована над теплими водами затоки. Ці фактори навколишнього середовища сприяли деякому посиленню. Подовжена циркуляція шторму, що розвивається, керувалася, як правило, на північ хребтом над Західним Атлантичним океаном та наближається жолобом до протилежної сторони. 10 липня Фей трохи зміцнився, незважаючи на зсув вітру південно-західного вітру, який піддав циркуляції з головної області грози, спричиняючи  захоплення сухого повітря. Того дня о 15:00 UTC NHC оцінив пікові вітри 60 км / год (95 км / год). У той час у Фей був невеликий циркуляційний центр на схід від півострова Делмарва, який обертався навколо більшої циркуляції із субтропічним виглядом на видимих супутникових знімках. Близько 21:00 UTC 10 липня Фей здійснив  вихід на берег лише на північний схід від Атлантік-Сіті, штат Нью-Джерсі, з максимальним стійким вітром 50 миль / год (85 км / год).  До того часу система втрачала частину своїх тропічних особливостей, із зменшенням кількості гроз, пов'язаних із центром, та найглибшою конвекцією, добре переміщеною на південний–схід центру.  Фей продовжував слабшати, рухаючись на північ через Нью-Джерсі. Фей ослаб у тропічну депресію, коли перейшов у південно-східний штат Нью-Йорка, а потім перейшов у посттропічний циклон, оскільки центр став позбавлений глибокої конвекції на початку 11 липня. Після цього залишки Фей 12 липня були повністю поглинуті системою над Квебеком.

## Підготовка
Опублікувавши свої перші рекомендації щодо Фей, NHC виніс попередження про тропічну бурю від Кейп-Мей, штат Нью-Джерсі, до Род-Айленду, включаючи Лонг-Айленд та Блок-Айленд.  10 липня NHC поширив попередження на південь до острова Фенвік, штат Делавер, включаючи затоку Делавер.  Нью-Йоркський Лонг-Айленд опинився під  попередженням про повені.  Мітинг президента Дональда Трампа в Портсмуті, Нью-Гемпшир був відкладений через можливі наслідки від Фей. Через занепокоєння з приводу пандемії COVID-19, мітинг повинен був відбутися на вулиці. Однак синоптики очікували сильні опадів та поривчастий вітер, що призвело кампанію Трампа відкласти мітинг через міркування безпеки.
Рятувальники обмежили купання на трьох пляжах штату Делавер через небезпеку.

## Наслідки
Огаста, штат Джорджія, зафіксував свій найсильніший дощовий день - запис, який існував з 1887 року. Багато доріг у Південній Кароліні визнали неприступними та затопленими, тоді як одна дорога була повністю вимита. У штаті Парк Хантінг-Айленд у Південній Кароліні зафіксовано щонайменше 12,75 дюйма (323 мм) дощу через порушення. Хоча Фей був майже на піку інтенсивності, його дощі викликали сильний вітер уздовж узбережжя штату Делавер.  Буря виривала дерева та лінії електропередач Опади в штаті досягли 177 мм (177 мм). Дощові зливи спричинили затоплення в окрузі Суссекс, що досягає 2,5 футів (0,76 м) глибиною в пляжі Бефані.   Перехрестя Делаверського маршруту 1 та Делаверського маршруту 54 на острові Фенвік було затоплено, де транспортний засіб на перехресті збив  пішохода. На пляжах у штаті Делавер були незначні ерозії пляжу. Затоплення припливів відбулося також на півночі штату вздовж річки Крістіна в окрузі Новий замок.  Фай також спричинив сильний дощ  в сусідній Пенсільванії, а кількість опадів (134 мм) зафіксована у Вінненвуді. Щонайменше шість водіїв витягли, коли їхні машини були затоплені. Буря також валила дерева та лінії електропередач по всій Східній Пенсільванії. У сусідній штаті Нью-Джерсі Фей також були сильні опади, досягаючи (86 мм). Буря спричинила затоплення у кількох містах берега Джерсі, включаючи Wildwood, North Wildwood, Sea Isle City та Ocean City, з вулицями, покритити водою. Затоплені дороги включали ділянки Нью-Джерсі Turnpike, Interstate 287, I-295, США Маршрут 9, США 30, 202 США, 322 США та кілька державних та місцевих доріг. Постійні вітри в Нью-Джерсі досягли 44 миль / год (71 км / год) поблизу Стратмера, з поривами до 53 миль / год (85 км / год). Вітри валили  дерева та лінії електропередач. 18-річний плавець потонув в Атлантік-Сіті, 77-річного  та 17- річного хлопця з океану в Атлантік-Сіті і затоки Рарітан відповідно в четвер і пізніше померли від отриманих травм. 24-річний хлопець  зник безвісти під час купання, і влада вважає мертвим в Оушн-Сіті, штат Нью-Джерсі. У Лонг-Біч, Нью-Йорк, 19-річний чоловік потонув після того, як його тіло виловили в річці.   Буря затопила кілька станцій метро Нью-Йорк.  64-річний чоловік штату Массачусетс був визнаний жертвою утоплення біля пляжу Род-Айленду. Загалом збитки від шторму на Східному узбережжі США оцінювались у попередньому розмірі 400 млн. Дол. США на основі пошкодження вітром та штормом житлових, комерційних та промислових об'єктів.